# فارغو (مسلسل)
فارغو (بالإنجليزية: Fargo)‏ هو دراما وكوميديا سوداء وجريمة أمريكي من تأليف وكتابة نواه هولي، والمُسلسل مُستوحى من فيلم أُنتج عام 1996 يحمل نفس الاسم من تأليف الأخوين كوين الَذين يعملان كمنتجين تنفيذيَين في هذا المسلسل. وقد عُرض لأول مرة في تاريخ 15 أبريل 2014 على قنوات شبكة FX. ويحكي كُلّ موسم قصّة مُختلفة مع جريمة مختلفة وطاقم عمل مختلف.
تقعُ أحداث الموسِم الأول عام 2006، وشارك في التمثيل كُلّ من: بيلي بوب ثورنتون، وأليسون تولمان، وكولن هانكس، بالإضافة إلى مارتن فريمان وقد لَقي إشادة من النُقّاد. وفاز المسلسل في موسمه الأول بثلاثِ جوائز إيمي بالإضافة لترشحه لـِ 15 جائزة أخرى. كما فازَ بجائزة جائزة غولدن غلوب لأفضل مسلسل قصير وجائزة غولدن غلوب لأفضل ممثل.
بدأ عرض الموسِم الثاني في 12 أكتوبر 2015، وتقع أحداثُه عام 1979. وهوَ من بطولة كريستين دانست وباتريك ويلسون وجيسي بليمنز وجين سمارت وتيد دانسون، ولاقى الموسِم مديحاً من النُقّاد كذلك، وفازَ وترشّح لعددٍ من الجوائز.
الموسم الثالث تقع أحداثه عام 2010 ومن بطولة إيوان مكريغور وكاري كون وماري إليزابيث وينستد. بدء عرضه في 19 أبريل 2017.

## الحلقات
| الموسم | الموسم | عدد الحلقات | تاريخ البث الأصلي  | تاريخ البث الأصلي  |
| الموسم | الموسم | عدد الحلقات | تاريخ بداية الموسم | تاريخ نهاية الموسم |
| ------ | ------ | ----------- | ------------------ | ------------------ |
|        | 1      | 10          | 15 أبريل 2014      | 17 يونيو 2014      |
|        | 2      | 10          | 12 أكتوبر 2015     | 14 ديسمبر 2015     |
|        | 3      | 10          | 19 أبريل 2017      | 21 يونيو 2017      |
|        | 4      | 11          | 27 سبتمبر 2020     | 29 نوفمبر 2020     |

## مُلخّص الأحداث

### الموسم الأول (2014)
يروي الموسم الأول أحداثاً وقعت في يناير 2006، حيثُ كانَ لورن مالفو (بيلي بوب ثورنتون) مارّاً ببلدَة بيمدجي في ولاية مينيسوتا، يلتقي هُناك بـ ليستر نايجارد (مارتن فريمان) ويساعِدُه في إخفاء آثار جريمتِه. وفي نفس الوقت، نائبة رئيس مولي سولفرسون (أليسون تولمان) وضابط قسم شرطة دولوث جوس غريملي (كولن هانكس) مع فريقهم يُحاولون حلّ جرائم القتل الواقعة والتي يعتقدون أنّ لـ ليستر ومالفو علاقةً بها.

### الموسم الثاني (2015)
في عام 1979 في مدينَة لوفيرن في مينيسوتا، الحلّاقة النسائيّة بيغي بلومكست (كيرستين دانست) وزوجُها الجزّار إد بلومكست (جيسي بليمنز) يُخفيان جريمَة قتلِهم لـِ راي غايهارد (كيران كولكن) وهو ابن فلويد غايهارد (جين سمارت) وهيَ الأمّ المُسيطِرة على العائلة الإجرامية في فارغو داكوتا الشمالية. وفي الوقت نفسِه يقوم الضابِط لو سولفرسون (باتريك ويلسون) وعمّه والد زوجتِه الشريف هانك لارسون (تيد دانسون) بالتحقيق في الجريمة التي ارتكبها راي قبل اختفائِه.

### الموسم الثالث (2017)
في عام 2010 في مدينة سانت كلاود في مينيسوتا، ضابِط الشرطة المُراقِب راي ستاسي (إيوان مكريغور) وصديقَته المُراقَبَة نيكي سوانغو (ماري إليزابيث وينستد) يَحلُمان بحياة أفضل أكثَر ثراءً. ولتحقيق ذلك، يُحاول سرقة طابع بريد قيّم عتيق من شقيقه الناجح إيمت ستاسي (مكريغور يُمثّل هذه الشخصيّة أيضاً)، ولكن خُطّتهم جَلبت نتائجَ عكسيّة بما في ذلك مقتَل زوج والدة رئيسة قسم شرطة بلدة إيدن فالي جلوريا بورجل (كاري كون). في تلك الأثناء، يُحاوِل إيمت إرجاع أموالٍ اقترضها من شركة غامضة قبل سنتين، ولكن تلك الشركة برئاسة ف. م. فارجا (ديفيد ثيوليس) ويوري غوركا (غوران بوجدان) لديهم خطط أخرى.

## طاقم العمل

### الموسم الأول
- بيلي بوب ثورنتون بدور لورن مالفو.
- أليسون تولمان بدور مولي سولفرسون.
- كولن هانكس بدور الشرطي جوس غريملي.
- مارتن فريمان بدور ليستر نيجارد.

### الموسم الثاني
- باتريك ويلسون بدور لو سولفرسون.
- تيد دانسون بدور الشريف هانك لارسون.
- جين سمارت بدور فلويد جيرهارد.
- كريستين دانست بدور بيغي بلومكويست.
- جيسي بليمنز بدور إيد بلومكويست.

### الموسم الثالث
- إيوان مكريغور بدور راي وإيمت ستاسي.
- كاري كون بدور جلوريا بورجل.
- ماري إليزابيث وينستد بدور نيكي سوانغو.
- غوران بوجدان بدور يوري غوركا.
- ديفيد ثيوليس بدور ف. م. فارجا.

## الإنتاج
في 2012 أعلنت شبكة FX بقيامها بتطوير مسلسل مُستوحى من الفيلم الحائز على جائزة الأكاديمية فارغو الذي صدر في 1996 بالاشتراك مع الأخوين كوين كمنتجين تنفيذيين، والذي بدوره مستوحى من قصة حقيقية حدثت في 1987. وأعلنوا في وقت لاحق بأن كل موسم مُستقل في قصته عن الآخر وأن الموسم الأول سيتكون من 10 حلقات. وفي 2 أغسطس 2013 أُعلن أن بيلي بوب ثورنتون سيكون أحد الأبطال الأساسيين في المسلسل. وفي 27 سبتمبر 2013 تم إعلان أن مارتن فريمان سيشارك فيه وفي 3 أكتوبر من نفس العام وقّع كولن هانكس عقداً بالمشاركة. وقد بدأ التصوير في خريف عام 2013 في كالغاري في مقاطعة ألبرتا في كندا. ويروي الموسم الأوّل أحداثاً في مدينة خياليّة تقع في مكانٍ ما بين برينرد ومنيابولس.
بعد إعلان تجديد المسلسل لموسم ثانٍ في يوليو 2014 أعلن كشف نوح هاولي بعض التفاصيل عنه، حيث أنه يروي قصة قضية حصلت في عام 1979 في مدينة سايوكس فالز التي تقع في ولاية داكوتا الجنوبية والتي ذُكرت كثيراً في الموسم الأول. وضمن طاقم التمثيل هناك شخصية والدة مولي ولو سولفرسون الَذين ظهرا في الموسم الأول. وقد أُعلِنَ انضمام النجمة كريستين دانست لفريق العمل بالإضافة للمُمثل جيسي بليمنز، حيثُ تلعب كريستين دورَ شابّةٍ تعمل في صالون تجميل بقرية صغيرة، وتحلم بالرحيل للمدينة كي تستكشف نفسها وما تريده وجيسي هوَ زوجها ويعملُ جزّاراً. وبدأت مَرحلةُ إنتاج الموسم الثاني في 19 يناير 2015 وانتهت في 20 مايو 2015.

## «هذه قصة واقعية»
تبدأ كل حلقة بهذه العبارات كما يبدأ بها الفيلم الأصلي:

## الاستقبال الجماهيري

### استقبال النُقّاد
تلقّى المسلسل إشادة واسعة ومراجعات إيجابية من نُقّاد التلفاز، وحصل على تقييم 85 من أصل 100 في موقع ميتاكريتيك على أساس 40 مراجعة. وقد حصل في موقع الطماطم الفاسدة على إشادة تُقدّر بـ98% وتقييم وصل إلى 8.3 من 10 مبنية على 54 مراجعة من تاريخ كتابة هذا المقال. قال مصطفى وهو كاتب في موقع دليل التلفزيون العربي في مراجعته للمسلسل «تجربة رائعة، قصة مميزة، يستحق المشاهدة بدون أدنى شك، فكرة كان مختلفة ومميزة بنفس الوقت وعشنا معها 10 حلقات مميزة جداً» وأعطاه تقييماً 7 من 10 وعلّق على ذلك قائلاً: «برأيي المسلسل بشكل عام، هذا هو تقييمه المناسب، المسلسل كان من أفضل انتاجات العام ولكن مع ذلك كان لديه بضعة عيوب صغيرة تمنعه من الحصول على تقييم عالي، المسلسل أحياناً ضاع في خلجات قصص ثانوية ومع ذلك لم تكن نافعة جداً في السياق، لذا هذا هو تقييمه بشكل عام».

### الجوائز والترشيحات
| فئة الجائزة                                                           | المُرشَّح | النتيجة                 |
| الدورة الـ30 لجوائز TCA                                               | الدورة الـ30 لجوائز TCA | الدورة الـ30 لجوائز TCA |
| --------------------------------------------------------------------- | --- | ----------------------- |
| Outstanding New Program                                               | Fargo | رُشِّح                     |
| Outstanding Achievement in Movies, Miniseries, and Specials           | Fargo | رُشِّح                     |
| الدور الرابعة لجوائز اختيار النُقّاد                                    | |                         |
| أفضل مسلسل قصير                                                       | Fargo | فوز                     |
| أفضل ممثل في فلم أو مسلسل قصير                                        | مارتن فريمان | رُشِّح                     |
| أفضل ممثل في فلم أو مسلسل قصير                                        | بيلي بوب ثورنتون | فوز                     |
| أفضل ممثل مساعد في فلم أو مسلسل قصير                                  | كولن هانكس | رُشِّح                     |
| أفضل ممثلة مساعدة في فلم أو مسلسل قصير                                | أليسون تولمان | فوز                     |
| الدورة الـ66 لجوائز الأيمي                                            | |                         |
| أفضل مسلسل قصير                                                       | Fargo | فوز                     |
| الإخراج المتميز لمسلسل قصير أو فلم أو عمل خاص                         | آدم بيرنشتاين عن إخراجه الحلقة الأولى | رُشِّح                     |
| الإخراج المتميز لمسلسل قصير أو فلم أو عمل خاص                         | كولين بوكسي عن إخراجه الحلقة السادسة | فوز                     |
| التأليف المتميز لمسلسل قصير أو فلم أو عمل خاص                         | نوح هاولي | رُشِّح                     |
| أفضل ممثل رئيسي لمسلسل قصير أو فلم أو عمل خاص                         | مارتن فريمان | رُشِّح                     |
| أفضل ممثل رئيسي لمسلسل قصير أو فلم أو عمل خاص                         | بيلي بوب ثورنتون | رُشِّح                     |
| أفضل ممثل مساعد لمسلسل قصير                                           | كولن هانكس | رُشِّح                     |
| أفضل ممثلة مساعدة لمسلسل قصير                                         | أليسون تولمان | رُشِّح                     |
| الدورة الـ66 لجوائز الإيمي للإبداع الفني                              | |                         |
| Outstanding Casting for a Miniseries, Movie, or a Special             | Rachel Tenner and Jackie Lind, casting directors | فوز                     |
| Outstanding Cinematography for a Miniseries or Movie                  | دانا غونزاليس عن الحلقة السادسة | رُشِّح                     |
| Outstanding Cinematography for a Miniseries or Movie                  | مات لويد عن الحلقة الأولى | رُشِّح                     |
| Outstanding Single-Camera Picture Editing for a Miniseries or a Movie | ريجيس كيمبل عن الحلقة الأولى | رُشِّح                     |
| Outstanding Single-Camera Picture Editing for a Miniseries or a Movie | سكيب ماكدونالد عن الحلقة الأولى | رُشِّح                     |
| Outstanding Single-Camera Picture Editing for a Miniseries or a Movie | بريدجيت دونفور عن الحلقة الثانية | رُشِّح                     |
| Outstanding Makeup for a Miniseries or a Movie (Non-Prosthetic)       | Gail Kennedy, Joanne Preece, Gunther Schetterer, and Keith Sayer                                                                                           | رُشِّح                     |
| Outstanding Music Composition for a Miniseries, Movie, or a Special   | Jeff Russo ("The Crocodile's Dilemma") | رُشِّح                     |
| Outstanding Sound Editing for a Miniseries, Movie or a Special        | Frank Laratta, Kevin Buchholz, John Peccatiello, Skye Lewin, Jason Lawrence, Brent Planiden, Adam DeCoster, and Andrew Morgado ("The Crocodile's Dilemma") | رُشِّح                     |
| Outstanding Sound Mixing for a Miniseries or a Movie                  | Mike Playfair, David Raines, Mark Server, and Chris Philp ("The Crocodile's Dilemma")                                                                      | رُشِّح                     |
| الدورة الـ21 لـجائزة نقابة ممثلي الشاشة                               | |                         |
| أفضل ممثل في مسلسل قصير أو فيلم تلفزوني                               | بيلي بوب ثرينتون | رُشِّح                     |
| الدورة الـ72 لجوائز غولدن غلوب                                        | |                         |
| جائزة غولدن غلوب لأفضل مسلسل قصير أو فيلم تلفزيوني                    | Fargo | فوز                     |
| جائزة غولدن غلوب لأفضل ممثل في مسلسل قصير أو فيلم تلفزيوني            | مارتن فريمان | رُشِّح                     |
| جائزة غولدن غلوب لأفضل ممثل في مسلسل قصير أو فيلم تلفزيوني            | بيلي بوب ثرينتون | فوز                     |
| جائزة غولدن غلوب لأفضل ممثلة في مسلسل قصير أو فيلم تلفزيوني           | ألسون تولمان | رُشِّح                     |
| جائزة غولدن غلوب لأفضل مُمثل مُساعد في مسلسل قصير أو فيلم تلفزيوني      | كولن هانكس | رُشِّح                     |
| جوائز جوي                                                             | |                         |
| أفضل ممثل صغير مساعد في مسلسل تلفزيوني                                | سبنسر دريفر | فوز                     |

## البث الدولي
عُرض المسلسل لأول مرة في 15 أبريل 2014 على قناة FXX وFX Canada وعُرضت الحلقات المُتبقية على FXX. وبعدها بأربعة أيام في 19 أبريل بدأ عرضه في اسرائيلعلى قناة Hot 3. وفي اليوم التالي عُرض في المملكة المتحدة على القناة الرابعة  في تاريخ 1 مايو بدأ عرضه على قناة SBS One الأسترالية. وعُرض على قناة M-Net في جنوب أفريقيا. وعلى قناة SoHo في نيوزلاند.

## روابط خارجية
- فارغو على موقع IMDb (الإنجليزية)
- فارغو على موقع ميتاكريتيك (الإنجليزية)
- فارغو على موقع الموسوعة البريطانية (الإنجليزية)
- فارغو على موقع روتن توميتوز (الإنجليزية)
- فارغو على موقع كينوبويسك (الروسية)
- فارغو على موقع ألو سيني (الفرنسية)
- فارغو على موقع قاعدة بيانات الفيلم (الإنجليزية)